# 23rd Street (stacja metra w Los Angeles)
LATTC/Ortho Istitute – naziemna stacja linii Expo metra w Los Angeles znajdująca się w dzielnicy North University Park. Powstała w ramach pierwszego etapu budowy linii Expo, która od maja 2016 roku dociera do miasta Santa Monica. Stacja została oddana do użytku 28 kwietnia 2012 roku.

## Opis stacji
Stacja 23rd Street znajduje się po wschodniej stronie Flower Street przyległej do autostrady międzystanowej nr 110 na południe od 23rd Street. W pobliżu znajdują się dwa koledże: L.A. Trade Tech College i Mount St. Mary's College oraz Szpital Ortopedyczny Los Angeles Orthopedic i Katedra Episkopalna Św. Jana. Instalacja artystyczna zdobiąca stację została przygotowana przez Christofera C. Dierdorffa. Zatytułowana jest "The Intimacy of Place", wykorzystane są w niej fotografie twarzy i głów mieszkańców dzielnicy.

## Połączenia autobusowe
Linie autobusowe Metro
- Metro Local: 37, 81, 603
- Metro Rapid: 442, 460
- Srebrna linia Metroliner